# Vitor Pina
Vítor Pina (Lisboa, 8 de Outubro de 1975), é um fotógrafo profissional e arquitecto paisagista português.

## Biografia
Ainda criança, Vitor Pina foi com os pais viver para o Algarve, para Portimão, onde frequentou todo o ensino primário e secundário. Mais tarde foi para Faro, onde frequentou primeiro a licenciatura e depois o mestrado em Arquitetura Paisagista na Universidade do Algarve.
Começou a dedicar-se à fotografia em 2008. Explorou diversas temáticas, entre as quais a da fotografia de paisagem, e rapidamente percebeu que o P&B era fundamental na sua linguagem de autor.
Vitor Pina é fotógrafo profissional especializado em casamentos, moda, eventos e fotografia de rua. A sua trajetória tem sido reconhecida com inúmeros prémios e o seu trabalho tem sido destaque em várias plataformas e revistas online. Tornou-se parceiro de Loulé Criativo (turismo criativo) e da Barroca - Produtos Turísticos e Culturais, disponibilizando passeios fotográficos e workshops de fotografia de rua em todo o Algarve.
A sua formação académica faz com que Vitor Pina aborde a paisagem e a natureza com um olhar artístico, oferecendo imagens como forma de comunicação, procurando sempre novas perspectivas usando cor, forma e linhas.

## Prémios e distinções
- 2008 – Concurso de Fotografia “Gentes e Lugares” (Associação 1/4 Escuro) – Finalista (top ten)
- 2011 – Concurso de Fotografia de Odemira “O Rio Mira” – 2º lugar
- 2011 – Concurso de Fotografia de Vila do Bispo “Património Natural” – 3º lugar
- 2011 – Concurso de Fotografia Digital de Lagos – 3º lugar na categoria  "Lagos é Natural", 4º e 6º lugares na categoria "O Mar 2008" – Concurso de Fotografia Digital de Lagos – Menção honrosa
- 2012 – Concurso de Fotografia “Portugal Urbano, Rural e Natural”, organizado pelo Núcleo de Arquitectura Paisagista do Instituto Superior de Agronomia – 1º lugar
- 2012 – Concurso de Fotografia Faro: Identidade e Património – organizado pela Organização Faro 1540 – 1º lugar na categoria Ria Formosa
- 2012 – VI Concurso de Fotografia 2012 “Perspectivas da Natureza”, organizado pelo O Correio da Linha – Vencedor do prémio "Colegio Vasco da Gama"
- 2013 – Concurso de Fotografia “Caminhos de Igualdade”, promovido pela Associação Juvenil de Deão – AJD – Finalista
- 2013 – Concurso de Fotografia “Transversalidades – Fotografia sem Fronteiras. Territórios, Sociedades e Culturas em tempos de mudança”, promovido pelo CEI – Imagens selecionadas para o catálogo publicado e exposição
- 2014 – Concurso online de Fotografias, promovido pelo ENFOLA – Vencedor da 2ª fase
- 2014 – Concurso online de Fotografias “O Azul do Mar é para todos”, promovido pelo ENFOLA – Vencedor
- 2014 – Concurso internacional de Fotografia “Para Além do Azul do Mar”, promovido pelo ENFOLA – Menção honrosa na categoria "Portefólio"
- 2014 – Concurso de Fotografia Reflex – Todos os Talentos Contam – promovido pela Revista Cais e BES (Novo Banco) – Vencedor
- 2014 – Concurso de Fotografia “Transversalidades – Fotografia sem Fronteiras. Territórios, Sociedades e Culturas em tempos de mudança”, promovido pelo CEI – Imagens selecionadas para o catálogo publicado e exposição
- 2014 – Concurso de Fotografia Quercus – BMWi 2014 – 14º e 20º lugares na categoria "Paisagem e natureza"
- 2015 – Concurso de Fotografia “Transversalidades – Fotografia sem Fronteiras. Territórios, Sociedades e Culturas em tempos de mudança”, promovido pelo CEI – Imagens selecionadas para o catálogo publicado e exposição
- 2015 – Urban Photographer Of The Year, promovido pelo CBRE – Altamente recomendado em 10:00 e imagem selecionada para o livro de eventos.
- 2015 – Concurso Internacional de Fotografia «Terra Algarvia – no Rumo da Identidade», promovido pelo ENFOLA – Vencedor
- 2016 – Concurso de Fotografia “Transversalidades – Fotografia sem Fronteiras. Territórios, Sociedades e Culturas em tempos de mudança”, promovido pelo CEI – Imagens selecionadas para o catálogo publicado e exposição
- 2016 – Concurso de Fotografia Reflex – Ambição e Talento – promovido pela Revista Cais e Novo Banco – 3º lugar
- 2019 - Vencedor do Prémio de Fotografia CAIS l NOVO BANCO.
- 2019 - 2º lugar numa categoria e fotografia selecionada para o catálogo e exibição do  Urban Photographer Of The Year, promovido pelo CBRE.

## Exposições
- 2015 – Algarve Photographs Fair (Colective) – Real Compromisso Marítimo de Ferragudo – 14 de Julho a 6 de Setembro
- 2015 – Chinchorro – Restaurante Ameli, Portimão – 9 de Janeiro a 15 Maio
- 2015/16 – Chinchorro – Galeria do Improvisto, Loulé – Novembro de 2015 a Abril de 2016
- 2016 – Algarvios – Parque Municipal do Sítio das Fontes, Estômbar – 10 de Junho a 4 de Setembro
- 2017 - Algarve Design Meeting, Faro - Algarvios - 20 a 27 de Maio
- 2017  – Festival Med, Loulé -  Loulé Street Photography - 29 de Junho a 02 de Julho
- 2017 -  Casa Manuel Teixeira Gomes, Portimão -  10 a 27 de Dezembro
- 2018 - Tertúlia Algarvia, Faro -  ‘A procissão em honra de Nossa Senhora dos Navegantes, na Culatra’ -  25 de Janeiro a 8 de Março

## Livros fotográficos
- Secret Landscapes of Algarve (Mindaffair Editora, 2015)
- Gentes no Mercado de Loulé (Edição Câmara Municipal de Loulé e Loulé Global, 2019)

### Contribuições para livros
- Jorge Branco Cavaleiro - Arquitetura (Caleidoscópio, 2010  )
- Mar da Nossa Gente (TAIPA – Organização Cooperativa para o Desenvolvimento Integrado do Concelho de Odemira, 2014)
- Aurora Bureal ao Sul, de Manuel Neto dos Santos (Arandis Editora, 2015)

## Workshops
- 2015 – Workshop de fotografia, “Fotografar as Terras de Cal e Barro”, para Barroca – Produtos Turísticos e Culturais
- 2016 – Passeio fotográfico "Noite Vermelha" em São Brás de Alportel, para Digifoto
- 2016 – Passeio fotográfico em Ferragudo, para ENFOLA, CML, UALG, JF
- 2016 – Workshop de Fotografia de paisagem - “Fotografar a Serra”, para Barroca – Produtos Turísticos e Culturais
- 2016 – Fotografia de Rua em Loulé, para o evento “O Desassossego dos Arcos” por Loulé Criativo
- 2016 – Passeio fotográfico "Fotografia de Rua em Olhão", por Barroca – Produtos Turísticos e Culturais
- 2016 – Workshop "Introdução à Fotografia de Rua em Loulé", para Barroca – Produtos Turísticos e Culturais
- 2016 – Passeio fotográfico, “Terras do Ameixial”, para Walking Festival Ameixial 2016
- 2017 – Fotografia de Rua em Loulé, para o Loulé Criativo (Passeio fotográfico mensal desde 2017 até à data)

## Outros (artigos, destaques)
- 2014 – Foto de Capa do mês de outubro da Revista CAIS
- 2015 – Membro do júri – Maratona fotográfica “Algarve, Paisagem e Património”, organizado pelo NAPUA ( Núcleo de Arquitetura Paisagista da Universidade do Algarve)
- 2015 – Artigo para Manfrotto Imagine More
- 2015 – EP “Back” | foto de capa para a banda musical Carol Line
- 2016 – Algarvios (projeto fotográfico de rua) apresentado no P3 - Público
- 2016 – Foto de capa para o nº2026 do semanário impresso Semanário Regional do Algarve – Barlavento
- 2016 – Incêndio em São Marcos. Reportagem fotográfica publicada em Semanário Regional do Algarve - Barlavento
- 2016 – Foto de capa para a edição de abril da revista Enjoy the Algarve
- 2016 – Contribuição fotográfica para o artigo “Forgotten villages” na revista Enjoy the Algarve
- 2016 – Autor destaque na revista Enjoy the Algarve para a edição do mês de abril
- 2016 – Coordenador de fotografia e autor do artigo fotográfico para a plataforma on-line 1001 Eventos
- 2016 – Projeto fotográfico publicado em Dodho Magazine Online
- 2016 – Autor destaque no site Olhares, referido como a maior comunidade fotográfica portuguesa online
- 2017 – Entrevista para Algarve Informativo Magazine
- 2017 – Orador convidado no Algarve Design Meeting com o tema “Os retratos fotográficos e o design”,Faro.
- 2018 - Especialista na área de fotografia convidado no Curso Breve sobre o Património Cultural Imaterial - promovido pela Direção Regional de Cultura do Algarve
- 2019 - Entrevista e capa do Barlavento sobre o Livro “Gentes do Mercado de Loulé”
- 2019 - Apresentação do Livro "Gentes do Mercado de Loulé" no programa "Portugal em Directo" da RTP1[1]